# Dasyprocta punctata
Dasyprocta punctata är en däggdjursart som beskrevs av Gray 1842. Dasyprocta punctata ingår i släktet agutier och familjen guldharar. IUCN kategoriserar arten globalt som livskraftig. Inga underarter finns listade i Catalogue of Life. Wilson & Reeder (2005) skiljer mellan 19 underarter.
Denna gnagare når en kroppslängd (huvud och bål) av 41,5 till 6 2cm, en svanslängd av 1 till 3,5 cm och en vikt mellan 1 och 4 kg. Arten har brun till svart päls på ovansidan med orange skugga. Ibland förekommer korta mörka strimmor eller små punkter. Vid buken har pälsen en gul- till vitaktig färg. Klorna vid bakfotens tre tår liknar hovar i utseende.
Arten förekommer med två från varandra skilda populationer i Central- och Sydamerika. Den första från södra Mexiko till norra Colombia och västra Ecuador. Den andra hittas i östra Peru, Bolivia, angränsande regioner av Brasilien, västra Paraguay och nordvästra Argentina. Dasyprocta punctata lever i låglandet och i bergstrakter upp till 2400 meter över havet. Habitatet utgörs av olika slags skogar, av trädodlingar och av trädgårdar.
Individerna är allmänt aktiva på dagen men de vaknar lätt under natten. Boet är en hålighet i träd, en jordhåla under rötter eller den täta växtligheten. Denna gnagare äter främst frön och frukter samt några svampar och gröna växtdelar. Den skapar liksom trädekorrar gömmor som ibland glöms bort. Så hjälper den vid växternas spridning. För Dasyprocta punctata är känd att den följer efter primater som klättrar i växtligheten och som ofta tappar frukter.
En hona och en hane bildar ett monogamt par som håller hela livet. Några vuxna individer lever ensam. Vanligen blir individerna inte aggressiva när en artfrände besöker reviret och när det finns tillräcklig mat. Per kull föds vanligen en eller två ungar som lever sina första dagar i en hålighet. Efter 4 till 5 månader blir de självständiga. Dräktigheten varar 104 till 120 dagar och i sällsynta fall kan en kull ha upp till fyra ungar. De är vid födelsen väl utvecklade med öppna ögon och päls. Ungarna diar sin mor cirka 20 veckor. Innan den nästa kullen föds måste ungarna lämna familjen.

## Bildgalleri

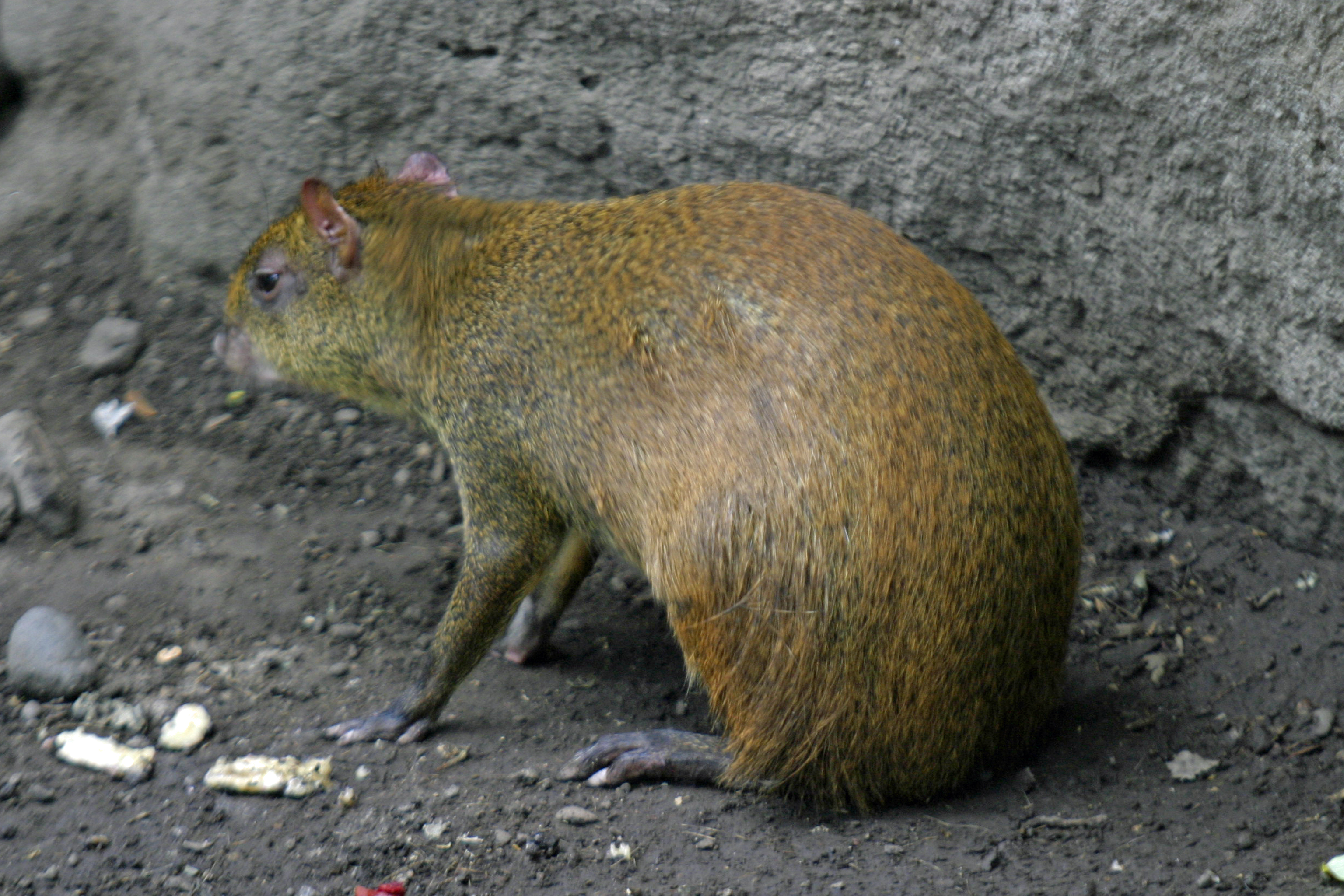
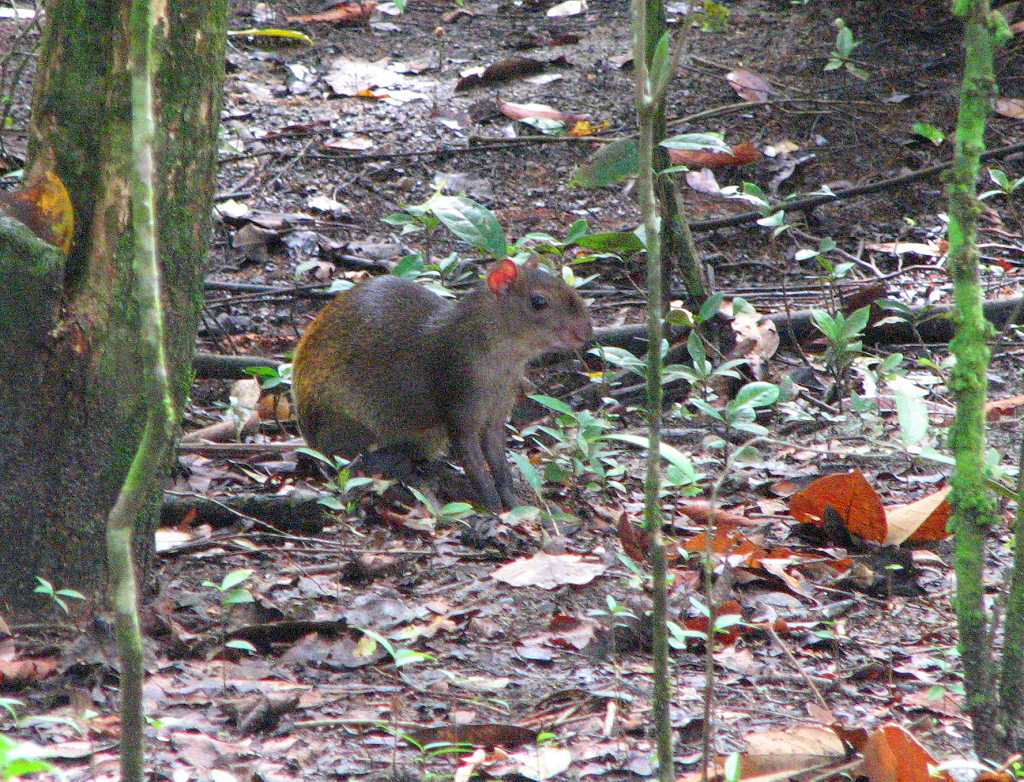
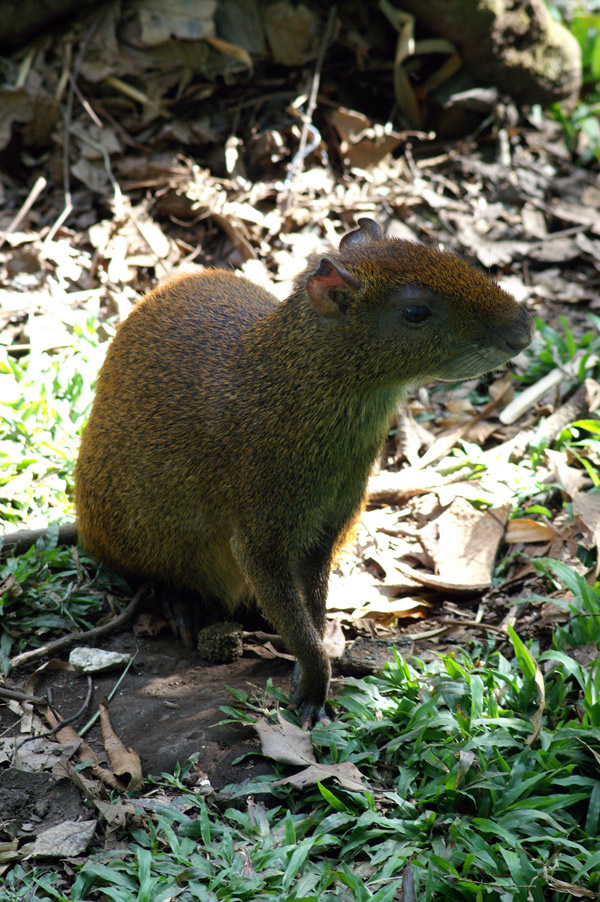
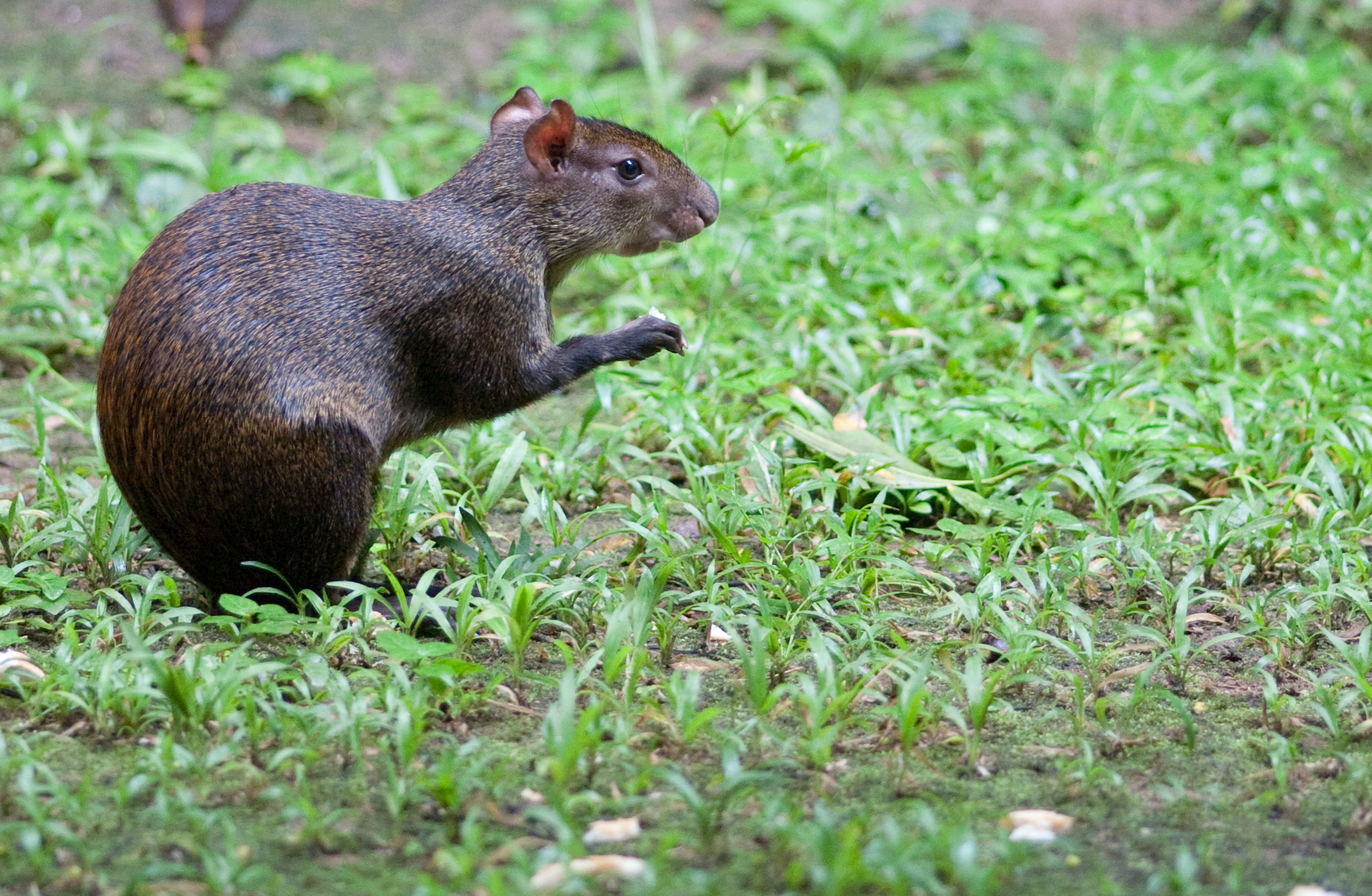